# Gustavo Vassallo (schermidore)
Gustavo Gerardo Vassallo (Buenos Aires, 20 luglio 1920 – Paraná, 1º agosto 2012) è stato uno schermidore argentino.

## Biografia
Ha partecipato ai Giochi della XVII Olimpiade di Roma nel 1960.

## Palmarès
In carriera ha conseguito i seguenti risultati:
- Giochi panamericani:

Chicago 1959: argento nella sciabola a squadre.
Winnipeg 1967: argento nella sciabola a squadre.